# Фрадіке де Мінезіш
Фраді́ке Бандейра Мелу де Міне́зіш (порт. Fradique Bandeira Melo de Menezes; 21 березня 1942, місто Сан-Томе) — політичний та державний діяч Сан-Томе і Принсіпі, президент Сан-Томе і Принсіпі у період 2001–2011.

## Біографія
Мінезіш народився у столиці Сан-Томе у родині португальця та місцевої жінки. Він закінчив середню школу в Португалії, потім навчався у Вищому інституті психології у Лісабоні та Вільному університеті Брюсселя. Успішний бізнесмен.
У період 1986–1987 років займав посаду міністра закордонних справ. У липні 2001 року був обраний президентом з результатом 55,2 % голосів перемігши Мануела Пінту да Кошта. Офіційно до обов'язків приступив 3 вересня. Спочатку його участь у виборах була поставлена під сумнів, адже він мав громадянство Португалії. Однак його допустили до виборів, які він виграв. 16 липня 2003 року, коли Мінезіш був у відрядженні у Нігерії, владу в країні було захоплено Фернанду Перейрою. Але згідно з домовленостями по поверненні із-за кордону, Менезеш був відновлений на посаді 23 липня.
30 липня 2006 року Мінезіш був переобраний на другий термін, отримавши 60,58 % голосів і перемігши Патріса Тровоада, сина колишнього президента Мігела Тровоада. У лютому 2009 року в країні розпочалось повстання проти влади за участі Християнсько-демократичного фронту з їхнім лідером Арлесіо Коштою. За допомогою внутрішніх військ Кошта і понад 30 інших були заарештовані. На прес-конференції 24 лютого, Мінезіш сказав, що він був вимушений залучити війська. Він також заявив, що готовий покинути свою посаду, якщо саме він був «причиною в тому, що влада не працює в цій країні».